# Distretto di Akat Amnuai
Il distretto di Akat Amnuai (in thailandese: อากาศอำนวย) è un distretto (amphoe) della Thailandia, situato nella provincia di Sakon Nakhon.